# Motorola Backflip

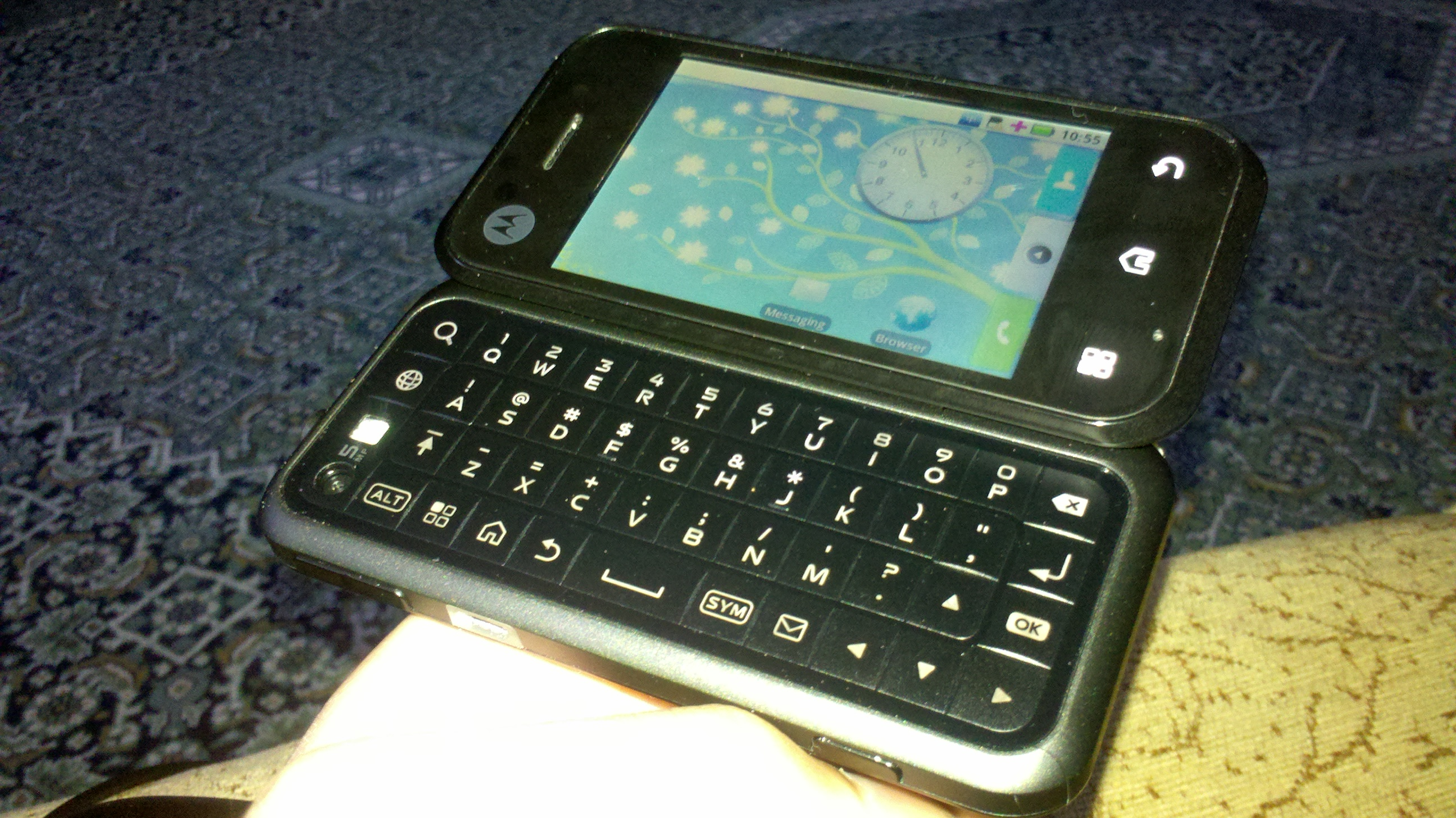
Motorola Backflip

De Motorola Backflip is een mobiele telefoon met touchscreen van Motorola die in het tweede kwartaal van 2010 op de Nederlandse markt is verschenen. 
Deze telefoon dankt zijn naam aan het toetsenbord dat aan de achterzijde van de telefoon is gemonteerd en door middel van een 'backflip' kan worden uitgeklapt. 

## Specificaties
De Motorola Backflip beschikt over een 5-megapixelcamera, 3,2-inch-touchscherm (nHD), GPS met navigatie en een 3G-verbinding. 
De afmetingen van deze telefoon zijn 108 x 53 x 15,3 mm en het gewicht is 133 gram.